# آل بوبك (لودر)

تعديل مصدري - تعديل

آل بوبك هي إحدى قرى عزلة زارة بمديرية لودر التابعة لمحافظة أبين، بلغ تعداد سكانها 274 نسمة حسب تعداد اليمن لعام 2004.